# Старая Рудня (Гомельская область)
Старая Рудня (бел. Стара́я Ру́дня) — деревня и железнодорожная станция (на линии Жлобин — Гомель) в Жлобинском районе Гомельской области Беларуси. Административный центр Староруднянского сельсовета.

## География

### Расположение
В 22 км на юго-восток от Жлобина, 68 км от Гомеля.

### Гидрография
Расположена на реке Окра (приток реки Днепр). Имеются водоёмы.

## Транспортная сеть
Транспортные связи по просёлочной, а затем автомобильной дороге Бобруйск — Гомель.
Проходит участок железной дороги: Минск — Гомель.

## История
По письменным источникам известна с XVIII века как деревня в Рогачёвском уезде Могилёвской губернии. Согласно ревизии 1816 года деревни Старая Рудня и Новая Рудня. Позже эти деревни были объединены и согласно ревизии 1858 года во владении Антоновых-Жуковских. Через деревню проходила почтовая дорога из Гомеля в Жлобин. Местные мастера славились вышивкой, в том числе расшивкой женских головных уборов бисером и мелкими чётками. Дворяне Сенежецкие владели в 1861 году 8106 десятинами земли, трактиром, водяной мельницей, сукновальней и дегтярным заводом. С вводом в эксплуатацию в ноябре 1873 года железной дороги Бобруйск — Гомель начала работать железнодорожная станция. Действовали Николаевская церковь (перестроена в 1854 году), хлебозапасный магазин и народное училище (в 1889 году 30 учеников). В 1885 году действовали церковь, школа. Центр Староруднянской волости (до 9 мая 1923 года), в состав которой в 1890 году входили 39 деревень с общим количеством 947 дворов, в 1910 году — 85 селений с 1547 дворами. С 1892 года работала винокурня. Согласно переписи 1897 года находились врачебный пункт, 4 ветряные мельницы, кузница, маслобойня, магазин. С 1900 года работала 3-летняя школа, при которой имелась библиотека.
В 1909 году в Старо-Руднянской волости Рогачёвского уезда Могилёвской губернии.
В 1909 году винный магазин, 1750 десятин земли. В одноимённом фольварке 70 жителей, 4300 десятин земли. В 1912 году создано потребительское товарищество. Действовал ректификационный завод (в 1913 году 41 рабочий).
С 20 августа 1924 года центр Староруднянского сельсовета Жлобинского района Бобруйского (до 26 июля 1930 года) округа, с 20 февраля 1938 года Гомельской области. В 1929 году организован колхоз «Красная Рудня», работали 2 кузницы и ветряная мельница. 4 жителя погибли во время советско-финской войны 1939-1940 годов.
В начале Великой Отечественной войны был создан отряд народного ополчения. С 1942 года действовала подпольная группа (руководители А. П. Капустин и М. Г. Маршин). Оккупанты сожгли 49 дворов и убили 17 жителей. Освобождена 4 декабря 1943 года. В феврале 1944 г. в деревне размещался полевой госпиталь советских войск. В боях около деревни в 1941 и 1944 годах погиб 121 советский солдат (похоронены в братской могиле в центре деревни; в числе похороненных генерал-лейтенант Л. Г. Петровский, который в августе 1941 года погиб в бою около деревни Руденка, его именем названа улица и средняя школа в деревне, улица в Жлобине). 178 жителей погибли на фронте.
В 1966 году к деревне присоединены посёлки Верный, Заречье, Толстовский. Центр колхоза имени С. М. Кирова. Работают средняя школа, Дворец культуры, библиотека, фельдшерско-акушерский пункт, ветеринарный участок, отделение связи, 2 магазина.
В состав Староруднянского сельсовета входили до 1966 года посёлки Верный, Заречье, Толстовский (в настоящее время не существуют).
В 1986 году построены кирпичные дома на 50 квартир, в которых разместились переселенцы из деревни Окопы и других населённых пунктов Наровлянского района, которые пострадали от радиационного загрязнения после катастрофы на Чернобыльской АЭС.
Планировка деревни состоит из трёх разделённых железной дорогой и рекой частей: северной (к прямолинейной, меридиональной ориентации улице присоединяются 2 короткие улицы), южной (к короткой прямолинейной меридиональной улице присоединяются 2 короткие прямолинейные улицы) и восточной (прямолинейная широтная улица и небольшая обособленная застройка около железнодорожной станции).

## Население

### Численность
- 2019 год — 836 жителей.

### Динамика
- 1816 год — 20 дворов, 79 жителей (деревня Старая Рудня); 23 двора, 128 жителей (деревня Новая Рудня).
- 1858 год — 49 дворов, 366 жителей.
- 1885 год — 71 двор, 436 жителей.
- 1897 год — 138 дворов, 924 жителя (согласно переписи).
- 1909 год — 70 жителей, 1 двор (имение); 976 жителей, 125 дворов (село)[3].
- 1925 год — 259 дворов.
- 1940 год — 405 дворов, 1700 жителей.
- 1959 год — 1062 жителя (согласно переписи).
- 1999 год — 1 043 жителей (перепись населения).
- 2004 год — 442 хозяйства, 982 жителя.
- 2009 год — 848 жителей (перепись населения)[3].
- 2019 год — 836 жителей (перепись населения).

## Образование
- ГУО «Староруднянская средняя школа Жлобинского района».

## Здравоохранение
- Фельдшерско-акушерский пункт.

## Культура
- Староруднянский Дом культуры.
- Староруднянская сельская библиотека[4]. В 2024 году стала лауреатом областной литературной премии имени А. П. Капустина.
- Этнографический музей ГУО «Староруднянская средняя школа Жлобинского района».

## Достопримечательность
- Братская могила и постамент с бюстом Петровскому Л. Г. —  Историко-культурная ценность Республики Беларусь, шифр 313Д000317.
- Церковь.

### Памятник, скульптура
- Памятник В. И. Ленину.
- Мемориальная доска в честь М. Г. Маршина.

## В литературе
- Капустин А. П. Старая Рудня, 1990.

## Известные лица
- Капустин, Александр Петрович — белорусский писатель.
- Лужинский, Бенедикт Стефанович (в монашестве Василий; 1791—1879) — епископ Православной Российской Церкви.
- Маршин, Михаил Герасимович (1910—2004) — Герой Социалистического Труда.
- Пригоровский, Михаил Васильевич (1893—1918) — член штаба по подготовке в Петрограде Октябрьского вооружённого восстания, комендант Смольного института, Зимнего, Таврического и Мариинского дворцов.